# Гнилой Ручей
Гнилой Ручей — река на территории России, протекает по Самарской области. Устье реки находится в 5 километрах по правому берегу реки Безенчук. Длина реки составляет 32 километра.

## Этимология
Название означает заболоченное верховье рек, ручей с застойной водой с неприятным запахом.

## Данные водного реестра
По данным государственного водного реестра России относится к Нижневолжскому бассейновому округу. Речной бассейн реки — Волга от верхнего Куйбышевского водохранилища до впадения в Каспий.
Код объекта в государственном водном реестре — 11010001512112100008852.